# Günther-dikdik
A Günther-dikdik (Madoqua guentheri) az emlősök (Mammalia) osztályának párosujjú patások (Artiodactyla) rendjébe, ezen belül a tülkösszarvúak (Bovidae) családjába és az antilopformák (Antilopinae) alcsaládjába tartozó faj.

## Előfordulása
Ahogy nemének összes faja, a Günther-dikdik is kelet-afrikai elterjedésű állat. Szomália nagy részén, Etiópia déli területein, illetve Kenya északi, Uganda északkeleti és Szudán délkeleti vidékén él; elterjedésének nyugati határa a Nílus szudáni szakasza, déli pereme pedig a Tana kenyai vízfolyása. Élőhelyéül száraz és félszáraz, forró bozótosok szolgálnak 2100 méteres tengerszint feletti magasságig.

## Alfajai
- Madoqua guentheri guentheri Thomas, 1894
- Madoqua guentheri smithii Thomas, 1901

## Megjelenése
A Günther-dikdikek kicsiny, hosszú lábú és nyakú, karcsú állatok. Testtömegük 3-5 kilogramm között mozog, farkuk rövidke (3-5 centiméteres). A tehenek valamivel nagyobbak a bikáknál, és szarvaik sincsenek. A bikák szarvai gyűrűsek, rövidek (legfeljebb 9,8 centiméteresek), alakjuk pedig egyenes vagy hátrafelé hajló. A szarvakat olykor elrejti a mindkét nemre jellemző bóbita.
A Günther-dikdikek puha szőrzete a sárgás szürkétől a vöröses barnáig változhat a háton, az oldalakon, a nyakon és a fejen, míg a hasoldal szürkés vagy fehér. A farok felső része szőrös, az alsó fele csupasz. A faj legjellegzetesebb része a megnyúlt orr-rész, ami afféle kis ormányként forgatható (ezt a visszafejlődött koponyacsontozat teszi lehetővé). Feltehetően a hőszabályozásban tölt be szerepet: az orrmembránba jutó vér valamiféle párologtatási mechanizmus révén lehűl, így megóvja az állatot a túlmelegedéstől.

## Életmódja

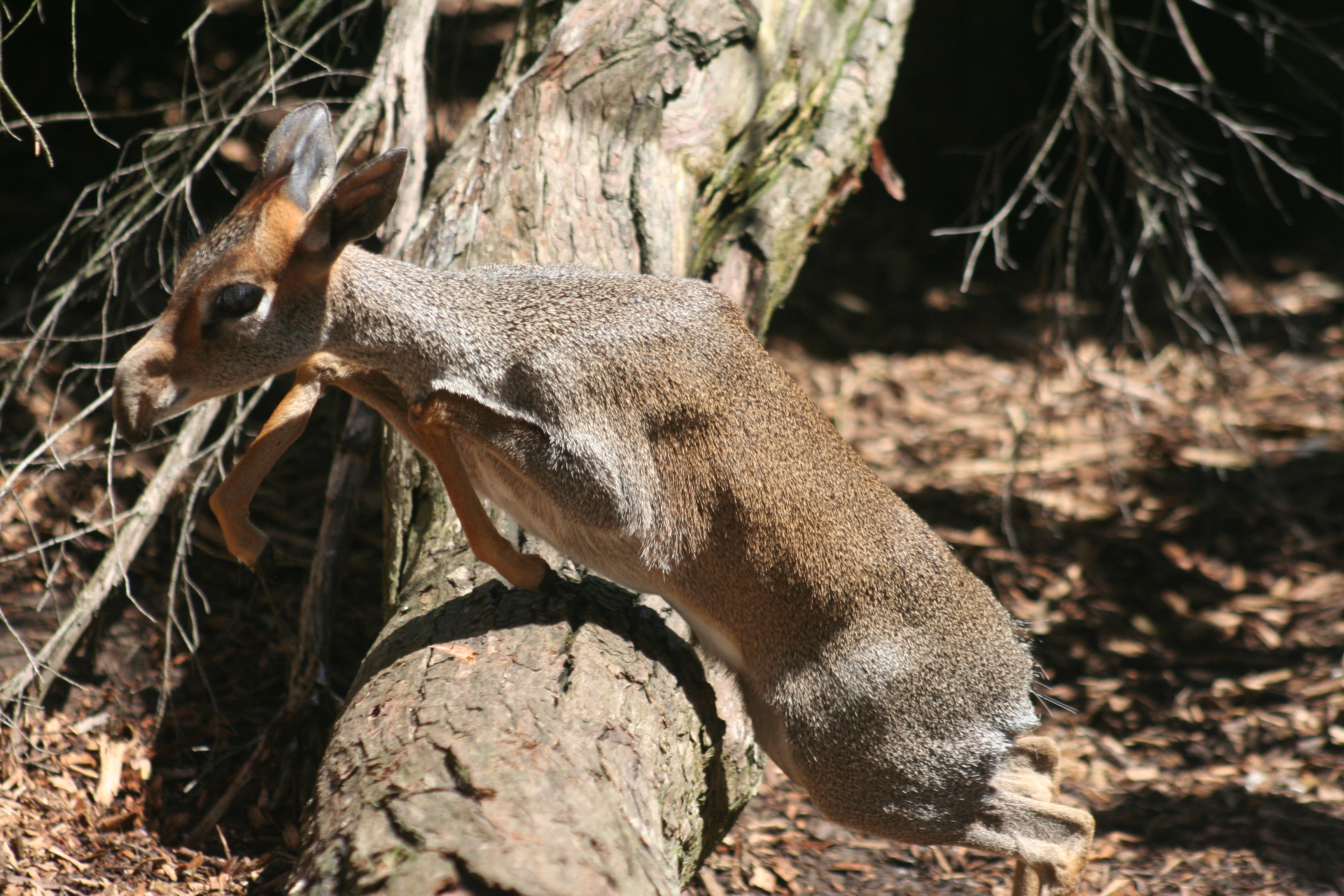
Günther-dikdik

A Günther-dikdikek családokban élnek: a bikát és a tehenet egy ivaréretlen utód követi anyja új ellése utáni első peteéréséig, amikor az agresszívvá váló apaállat elkergeti. A családok territóriumot tartanak fenn, aminek határait trágyakupacokkal és vizelettel, illetve a szem előtti mirigyek váladékának tereptárgyakra kenésével jelölik ki. A bikák a fák kérgén is nyomokat hagynak szarvaikkal. A hangadásnak is szerepe van a határok védelmében: a betolakodót érzékelő Günther-dikdikek pattogni kezdenek, közben füttyögő, „dik-dik”-ként visszaadható hangokat adnak ki. A riválisokkal csak a bika veszi fel a harcot, ami általában rituális jellegű (növényzetdöfködés és ürítés) és az egyik állat menekülésével ér véget. Más jellegű veszélyforrásokkal szemben a Günther-dikdikek rendkívül félénkek és a legkisebb jelre menekülőre fogják, majd a sűrű aljnövényzetben lapulnak meg. Ilyenkor is hallatják jellegzetes vészjelüket, ami más állatok számára is riasztásul szolgálhat.
A faj elsősorban kora reggel és késő délután, illetve este aktív, ilyenkor fogyasztja különféle növényi részekből álló táplálékát. Sokféle növényt fogyasztanak, száraz környezetükben pedig igyekeznek minél lédúsabb és táplálóbb eledelt felkutatni. Vízigényüket is innen, illetve a harmatból fedezik. A tüskés cserjékről elnyújtott fejformájuk és hosszú nyelvük segítségével tudnak legelni, és előfordul, hogy mellső lábaikkal megtámaszkodva hátsó lábaikra emelkednek a magasabban fekvő részek elérése érdekében. Előfordul, hogy szarvuk és patáik segítségével gumókat és gyökereket ásnak ki.

## Szaporodása
Párzásra egész évben sor kerülhet. A tehén peteérése 1-7 napig tart, ilyenkor a tehénre lordosis (előrehajló gerinctartás) jellemző, vizeletében pedig alacsony a progeszteronszint. A Günther-dikdikek udvarlási szokásai meglehetősen sajátosak. A fogékony tehén lelassítja mozdulatait és kábának tűnik, közben orrát az égnek emelve sétál a bika mellett, közben megmutatja neki a csípőjén levő fehér foltot, miközben lassan csóválja a farkát. A bika eközben erősen figyeli a mozdulatait, de különösen a szem előtti mirigyre fókuszál.
A vemhesség körülbelül fél évig tart, és egyetlen borjú születésével ér véget. Egy évben rendszerint két ellésre kerül sor. Az ellés után mintegy tíz nappal kerül sor az új peteérésre és párzásra. A tehenek ebből fakadóan gyakorlatilag egész évben vemhesek. A borjak 0,5-0,8 kilogrammos testsúllyal jönnek a világra, és 3-4 hónapos korukig szopnak, noha már egyhetesen elkezdenek szilárd táplálékot is fogyasztani. Első két-három hetüket egyébként az aljnövényzetben rejtőzve töltik, csak utána követik anyjukat és apjukat: ez utóbbiak csak a kicsinyek tisztításában segédkeznek az utódnevelés során.
A fiatal Günther-dikdikek felnőtt testtömegüket nyolc hónapos, testmagasságukat egyéves korukban érik el. A bikák szarva 7-9 hetes korukban jelenik meg, növekedése pedig kétéves korra fejeződik be. Az ivarérettséget mindkét nem eléri egyéves kor előtt. A Günther-dikdikek akár tíz évig is élhetnek.

## Természetvédelmi helyzete
A széles körben elterjedt Günther-dikdikek állománya az afrikai fegyveres konfliktusok és bőréért valamint húsáért folytatott vadászat ellenére stabil, az ezredforduló környékén 511 000-re becsülték egyedszámát. Élőhelyén több természetvédelmi területet hoztak létre az idők folyamán, de a Günther-dikdikek zöme ezeken kívül él. A Természetvédelmi Világszövetség értékelése szerint a Günther-dikdik nem veszélyeztetett.